# Saint-Couat-d'Aude
Saint-Couat-d'Aude  est une commune française, située dans le nord du département de l'Aude en région Occitanie.
Sur le plan historique et culturel, la commune fait partie du Minervois, un pays de basses collines qui s'étend du Cabardès, à l'ouest, au Biterrois à l'est, et de la Montagne Noire, au nord, jusqu'au fleuve Aude au sud. Exposée à un climat méditerranéen, elle est drainée par l'Aude, le Ruisseau Mayral et par deux autres cours d'eau.
Saint-Couat-d'Aude est une commune rurale qui compte 366 habitants en 2022, après avoir connu une forte hausse de la population depuis 1975. Elle fait partie de l'aire d'attraction de Narbonne. Ses habitants sont appelés les Saint-Couatais ou  Saint-Couataises.
Le patrimoine architectural de la commune comprend un immeuble protégé au titre des monuments historiques : l'église Saint-Cucufat, inscrite en 1951.

## Géographie

### Communes limitrophes
Les communes limitrophes sont  Douzens, Montbrun-des-Corbières, Moux, Puichéric et Roquecourbe-Minervois.
| Puichéric |                    |                        |
|           | Saint-Couat-d'Aude | Roquecourbe-Minervois  |
| Douzens   | Moux               | Montbrun-des-Corbières |

### Hydrographie
La commune est dans la région hydrographique « Côtiers méditerranéens », au sein du bassin hydrographique Rhône-Méditerranée-Corse. Elle est drainée par l'Aude, le ruisseau Mayral, le ruisseau du Puits et le ruisseau Nègre, qui constituent un réseau hydrographique de 5 km de longueur totale,.
L'Aude, d'une longueur totale de 223,59 km, prend sa source dans la commune des Angles et s'écoule du sud vers le nord. Elle traverse la commune et se jette dans le golfe du Lion à Fleury, après avoir traversé 73 communes.
Le ruisseau Mayral, d'une longueur totale de 10,7 km, prend sa source dans la commune de Conilhac-Corbières et s'écoule vers l'ouest puis se réoriente au nord. Il traverse la commune et se jette dans l'Aude à Roquecourbe-Minervois, après avoir traversé 5 communes.

### Climat
Pour des articles plus généraux, voir Climat de l'Occitanie et Climat de l'Aude.
En 2010, le climat de la commune est de type climat méditerranéen franc, selon une étude s'appuyant sur une série de données couvrant la période 1971-2000. En 2020, Météo-France publie une typologie des climats de la France métropolitaine dans laquelle la commune est exposée à un climat méditerranéen et est dans la région climatique Provence, Languedoc-Roussillon, caractérisée par une pluviométrie faible en été, un très bon ensoleillement (2 600 h/an), un été chaud (21,5 °C), un air très sec en été, sec en toutes saisons, des vents forts (fréquence de 40 à 50 % de vents > 5 m/s) et peu de brouillards.
Pour la période 1971-2000, la température annuelle moyenne est de 14,9 °C, avec une amplitude thermique annuelle de 16,1 °C. Le cumul annuel moyen de précipitations est de 625 mm, avec 6,9 jours de précipitations en janvier et 3,1 jours en juillet. Pour la période 1991-2020, la température moyenne annuelle observée sur la station météorologique la plus proche, située sur la commune de Lézignan-Corbières à 10 km à vol d'oiseau, est de 15,2 °C et le cumul annuel moyen de précipitations est de 678,7 mm,. Pour l'avenir, les paramètres climatiques de la commune estimés pour 2050 selon différents scénarios d’émission de gaz à effet de serre sont consultables sur un site dédié publié par Météo-France en novembre 2022.

### Milieux naturels et biodiversité
Aucun espace naturel présentant un intérêt patrimonial n'est recensé sur la commune dans l'inventaire national du patrimoine naturel,,.

## Urbanisme

### Typologie
Au 1er janvier 2024, Saint-Couat-d'Aude est catégorisée commune rurale à habitat dispersé, selon la nouvelle grille communale de densité à 7 niveaux définie par l'Insee en 2022.
Elle est située hors unité urbaine. Par ailleurs la commune fait partie de l'aire d'attraction de Narbonne, dont elle est une commune de la couronne,. Cette aire, qui regroupe 71 communes, est catégorisée dans les aires de 50 000 à moins de 200 000 habitants,.

### Occupation des sols
L'occupation des sols de la commune, telle qu'elle ressort de la base de données européenne d’occupation biophysique des sols Corine Land Cover (CLC), est marquée par l'importance des territoires agricoles (100 % en 2018), une proportion identique à celle de 1990 (100 %). La répartition détaillée en 2018 est la suivante : 
cultures permanentes (98,5 %), zones agricoles hétérogènes (1,5 %). L'évolution de l’occupation des sols de la commune et de ses infrastructures peut être observée sur les différentes représentations cartographiques du territoire : la carte de Cassini (XVIIIe siècle), la carte d'état-major (1820-1866) et les cartes ou photos aériennes de l'IGN pour la période actuelle (1950 à aujourd'hui).

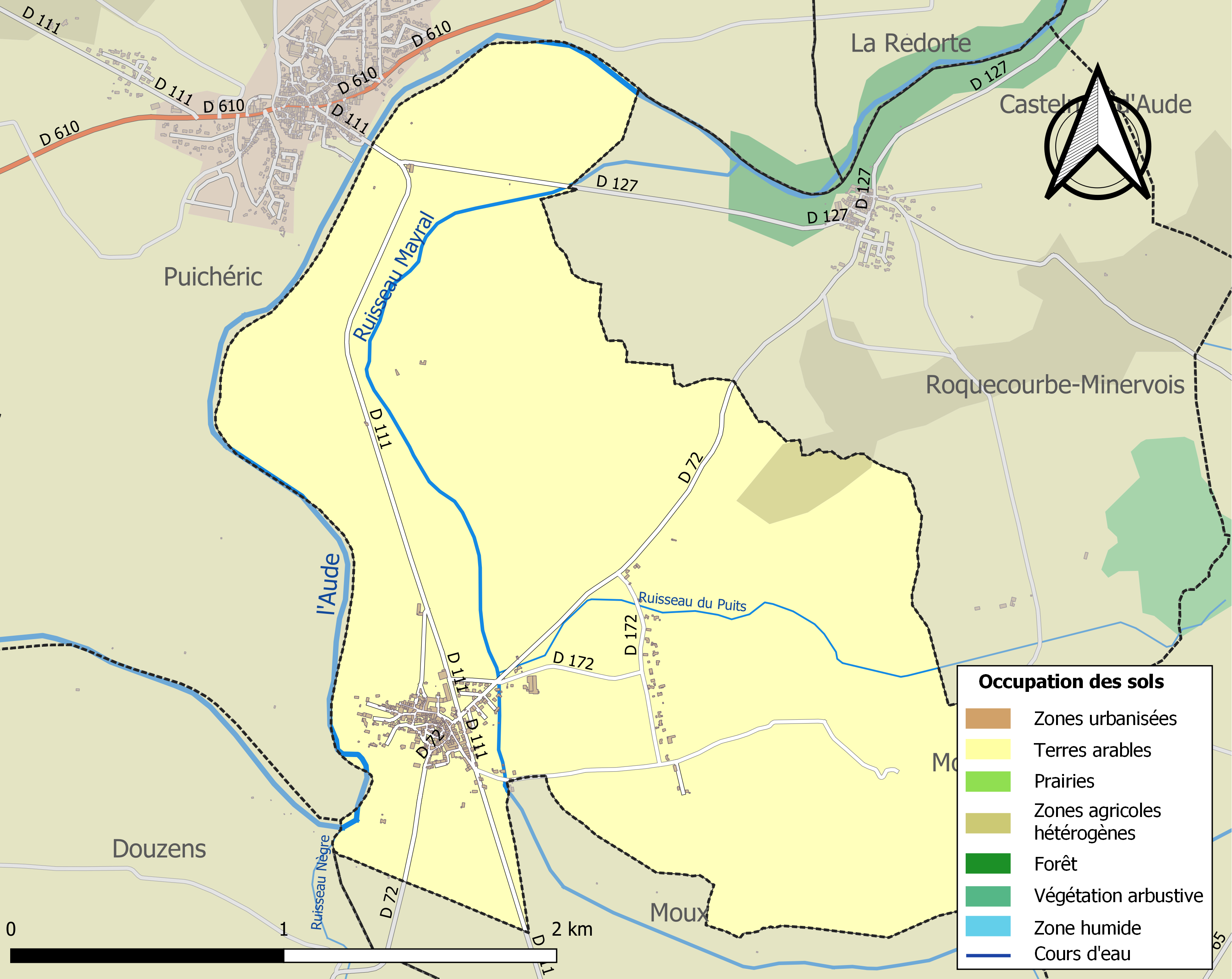
Carte des infrastructures et de l'occupation des sols de la commune en 2018 (CLC).

### Risques majeurs
Le territoire de la commune de Saint-Couat-d'Aude est vulnérable à différents aléas naturels : météorologiques (tempête, orage, neige, grand froid, canicule ou sécheresse), inondations, feux de forêts et séisme (sismicité faible). Il est également exposé à un risque technologique, la rupture d'un barrage. Un site publié par le BRGM permet d'évaluer simplement et rapidement les risques d'un bien localisé soit par son adresse soit par le numéro de sa parcelle.

#### Risques naturels
Certaines parties du territoire communal sont susceptibles d’être affectées par le risque d’inondation par débordement de cours d'eau, notamment le ruisseau de Glandes. La commune a été reconnue en état de catastrophe naturelle au titre des dommages causés par les inondations et coulées de boue survenues en 1982, 1987, 1992, 1996, 1999, 2005, 2009, 2018, 2020 et 2021,.

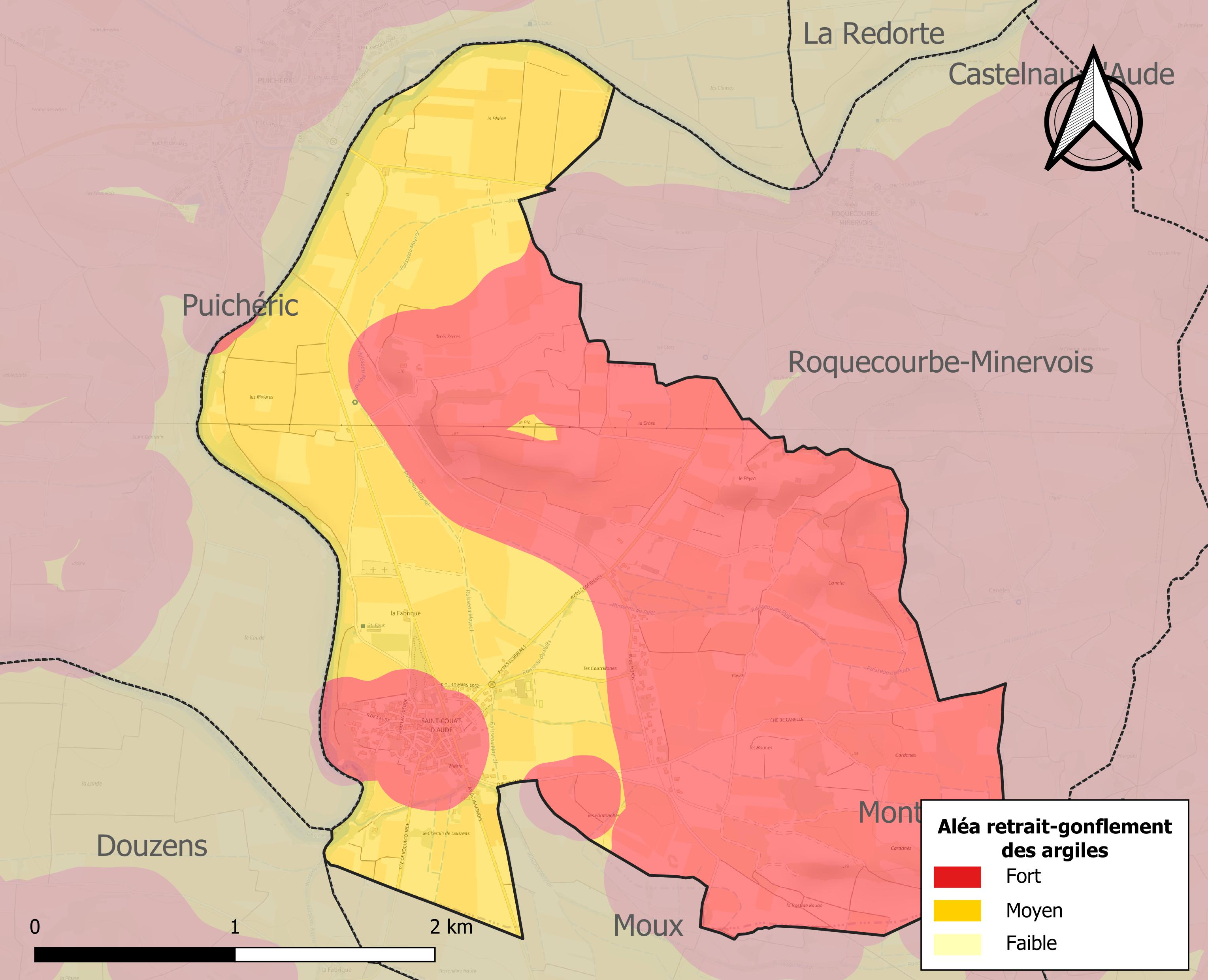
Carte des zones d'aléa retrait-gonflement des sols argileux de Saint-Couat-d'Aude.

Le retrait-gonflement des sols argileux est susceptible d'engendrer des dommages importants aux bâtiments en cas d’alternance de périodes de sécheresse et de pluie. La totalité de la commune est en aléa moyen ou fort (75,2 % au niveau départemental et 48,5 % au niveau national). Sur les 259 bâtiments dénombrés sur la commune en 2019, 259 sont en aléa moyen ou fort, soit 100 %, à comparer aux 94 % au niveau départemental et 54 % au niveau national. Une cartographie de l'exposition du territoire national au retrait gonflement des sols argileux est disponible sur le site du BRGM,.

#### Risques technologiques
La commune est en outre située en aval des barrages de Matemale et de Puyvalador, deux ouvrages de classe A, situés dans le département des Pyrénées-Orientales. À ce titre elle est susceptible d’être touchée par l’onde de submersion consécutive à la rupture d'un de ces ouvrages.

## Origine du nom
- En 778, dans la charte de Charlemagne qui fonda l'abbaye de Lagrasse, apparait le nom San Cucufati.
- Saint Cucufa était un Africain, martyr à Barcelone dont les reliques ont été apportées à l'abbaye de Saint-Denis et probablement aussi à Lagrasse.
- En 838, la charte de Pépin attribua au monastère de Lagrasse les terres de Sancti Cucufati.
- Au fil des temps, le nom évolua pour donner aujourd'hui Saint-Couat-d'Aude. Cette dernière mention a été ajoutée pour distinguer la commune située sur le cours de l'Aude de son homonyme Saint-Couat-du-Razès, située dans le même département, sur une autre rivière.

## Politique et administration

### Liste des maires
| Période       | Période       | Identité                 | Étiquette | Qualité |
| ------------- | ------------- | ------------------------ | --------- | ------- |
| 1792          | 1796          | Pierre Camp              |           | Maire   |
| 1796          | 1799          | Guillaume Royer          |           | Maire   |
| 1799          | 1800          | Pierre Camp              |           | Maire   |
| 1800          | 1812          | François Cabaillès       |           | Maire   |
| 1812          | 1821          | Simon Pierre Routtes     |           | Maire   |
| 1821          | 1826          | Jean Petit               |           | Maire   |
| 1826          | 1837          | Jean Mathieu             |           | Maire   |
| 1837          | 1840          | Jean Pagès               |           | Maire   |
| 1840          | 1843          | Pierre Camp              |           | Maire   |
| 1843          | 1848          | Lucien Bouttes-Gach      |           | Maire   |
| 1848          | 1850          | François Vidal           |           | Maire   |
| 1850          | 1851          | Alexandre Cabaillès      |           | Maire   |
| 1851          | 1851          | Jean Baptiste Mathieu    |           | Maire   |
| 1851          | 1865          | Toussaint Bidard         |           | Maire   |
| 1865          | 1870          | Elie Pagès               |           | Maire   |
| 1870          | 1871          | Firmin Vidal             |           | Maire   |
| 1871          | 1874          | Julien Gaudefroy Bouttes |           | Maire   |
| 1874          | 1881          | François Vidal           |           | Maire   |
| 1881          | 1884          | Barthélémy Colombiès     |           | Maire   |
| 1884          | 1885          | Pascal Magniébat         |           | Maire   |
| 1885          | 1888          | François Vidal           |           | Maire   |
| 1888          | 1889          | Numa Mathieu             |           | Maire   |
| 1889          | 1894          | Adrien Pech              |           | Maire   |
| 1894          | 1894          | Justin Cabaillès         |           | Maire   |
| 1894          | 1894          | Alfred Mestre            |           | Maire   |
| 1894          | 1896          | Etienne Garrigues        |           | Maire   |
| 1896          | 1901          | Alfred Mestre            |           | Maire   |
| 1901          | 1905          | Joseph Mathieu           |           | Maire   |
| 1905          | 1917          | Alphonse Dellac          |           | Maire   |
| 1917          | 1917          | Jacques Marty            |           | Maire   |
| 1917          | 1919          | Alfred Mestre            |           | Maire   |
| 1919          | 1936          | Henri Colombiès          |           | Maire   |
| 1936          | 1944          | Louis Magniébal          |           | Maire   |
| 1944          | 1947          | Armand Bonnal            |           | Maire   |
| 1947          | 1965          | Marius Oustic            |           | Maire   |
| 1965          | 1977          | Bernard de Volontat      |           | Maire   |
| 1977          | 1991          | Marcel Sala              |           | Maire   |
| 1991          | 1995          | Louis Merino             |           | Maire   |
| 1995          | 2008          | Pierre de Volontat       |           | Maire   |
| mars 2008     | décembre 2018 | Solange Sanchis-Forin    |           | Maire   |
| décembre 2018 | en cours      | David Elis               | SE        | Maire   |

## Population et société

### Démographie
L'évolution du nombre d'habitants est connue à travers les recensements de la population effectués dans la commune depuis 1793. Pour les communes de moins de 10 000 habitants, une enquête de recensement portant sur toute la population est réalisée tous les cinq ans, les populations de référence des années intermédiaires étant quant à elles estimées par interpolation ou extrapolation. Pour la commune, le premier recensement exhaustif entrant dans le cadre du nouveau dispositif a été réalisé en 2004.

En 2022, la commune comptait 366 habitants, en évolution de −11,38 % par rapport à 2016 (Aude : +2,65 %, France hors Mayotte : +2,11 %).
| 1793 | 1800 | 1806 | 1821 | 1831 | 1836 | 1841 | 1846 | 1851 |
| ---- | ---- | ---- | ---- | ---- | ---- | ---- | ---- | ---- |
| 172  | 201  | 213  | 220  | 278  | 264  | 254  | 283  | 300  |

| 1856 | 1861 | 1866 | 1872 | 1876 | 1881 | 1886 | 1891 | 1896 |
| ---- | ---- | ---- | ---- | ---- | ---- | ---- | ---- | ---- |
| 318  | 314  | 373  | 388  | 422  | 563  | 509  | 527  | 555  |

| 1901 | 1906 | 1911 | 1921 | 1926 | 1931 | 1936 | 1946 | 1954 |
| ---- | ---- | ---- | ---- | ---- | ---- | ---- | ---- | ---- |
| 621  | 589  | 568  | 583  | 580  | 565  | 541  | 437  | 440  |

| 1962 | 1968 | 1975 | 1982 | 1990 | 1999 | 2004 | 2006 | 2009 |
| ---- | ---- | ---- | ---- | ---- | ---- | ---- | ---- | ---- |
| 421  | 350  | 287  | 286  | 286  | 339  | 341  | 341  | 387  |

| 2014 | 2019 | 2022 | - | - | - | - | - | - |
| ---- | ---- | ---- | - | - | - | - | - | - |
| 409  | 387  | 366  | - | - | - | - | - | - |

## Économie

### Revenus
En 2018  (données Insee publiées en septembre 2021), la commune compte 180 ménages fiscaux, regroupant 378 personnes. La médiane du revenu disponible par unité de consommation est de 19 720 € (19 240 € dans le département).

### Emploi
| Division       | 2008   | 2013   | 2018   |
| -------------- | ------ | ------ | ------ |
| Commune        | 7,7 %  | 10,1 % | 13 %   |
| Département    | 10,2 % | 12,8 % | 12,6 % |
| France entière | 8,3 %  | 10 %   | 10 %   |

En 2018, la population âgée de 15 à 64 ans s'élève à 235 personnes, parmi lesquelles on compte 77,8 % d'actifs (64,8 % ayant un emploi et 13 % de chômeurs) et 22,2 % d'inactifs,. En  2018, le taux de chômage communal (au sens du recensement) des 15-64 ans est supérieur à celui du département et de la France, alors qu'en 2008 la situation était inverse.
La commune fait partie de la couronne de l'aire d'attraction de Narbonne, du fait qu'au moins 15 % des actifs travaillent dans le pôle,. Elle compte 74 emplois en 2018, contre 72 en 2013 et 71 en 2008. Le nombre d'actifs ayant un emploi résidant dans la commune est de 155, soit un indicateur de concentration d'emploi de 48,2 % et un taux d'activité parmi les 15 ans ou plus de 54 %.
Sur ces 155 actifs de 15 ans ou plus ayant un emploi, 33 travaillent dans la commune, soit 21 % des habitants. Pour se rendre au travail, 90,7 % des habitants utilisent un véhicule personnel ou de fonction à quatre roues, 0,7 % les transports en commun, 6,6 % s'y rendent en deux-roues, à vélo ou à pied et 2 % n'ont pas besoin de transport (travail au domicile).

### Activités hors agriculture
28 établissements sont implantés  à Saint-Couat-d'Aude au 31 décembre 2019. Le tableau ci-dessous en détaille le nombre par secteur d'activité et compare les ratios avec ceux du département,.
Le secteur du commerce de gros et de détail, des transports, de l'hébergement et de la restauration est prépondérant sur la commune puisqu'il représente 32,1 % du nombre total d'établissements de la commune (9 sur les 28 entreprises implantées  à Saint-Couat-d'Aude), contre 32,3 % au niveau départemental.

### Agriculture
|               | 1988 | 2000 | 2010 | 2020 |
| ------------- | ---- | ---- | ---- | ---- |
| Exploitations | 48   | 33   | 14   | 7    |
| SAU (ha)      | 395  | 348  | 212  | 159  |

La commune est dans la « Région viticole » de l'Aude, une petite région agricole occupant une grande partie centrale du département, également dénommée localement « Corbeilles Minervois et Carcasses-Limouxin ». En 2020, l'orientation technico-économique de l'agriculture  sur la commune est la viticulture. Sept exploitations agricoles ayant leur siège dans la commune sont dénombrées lors du recensement agricole de 2020 (48 en 1988). La superficie agricole utilisée est de 159 ha,,.

## Culture locale et patrimoine

### Lieux et monuments

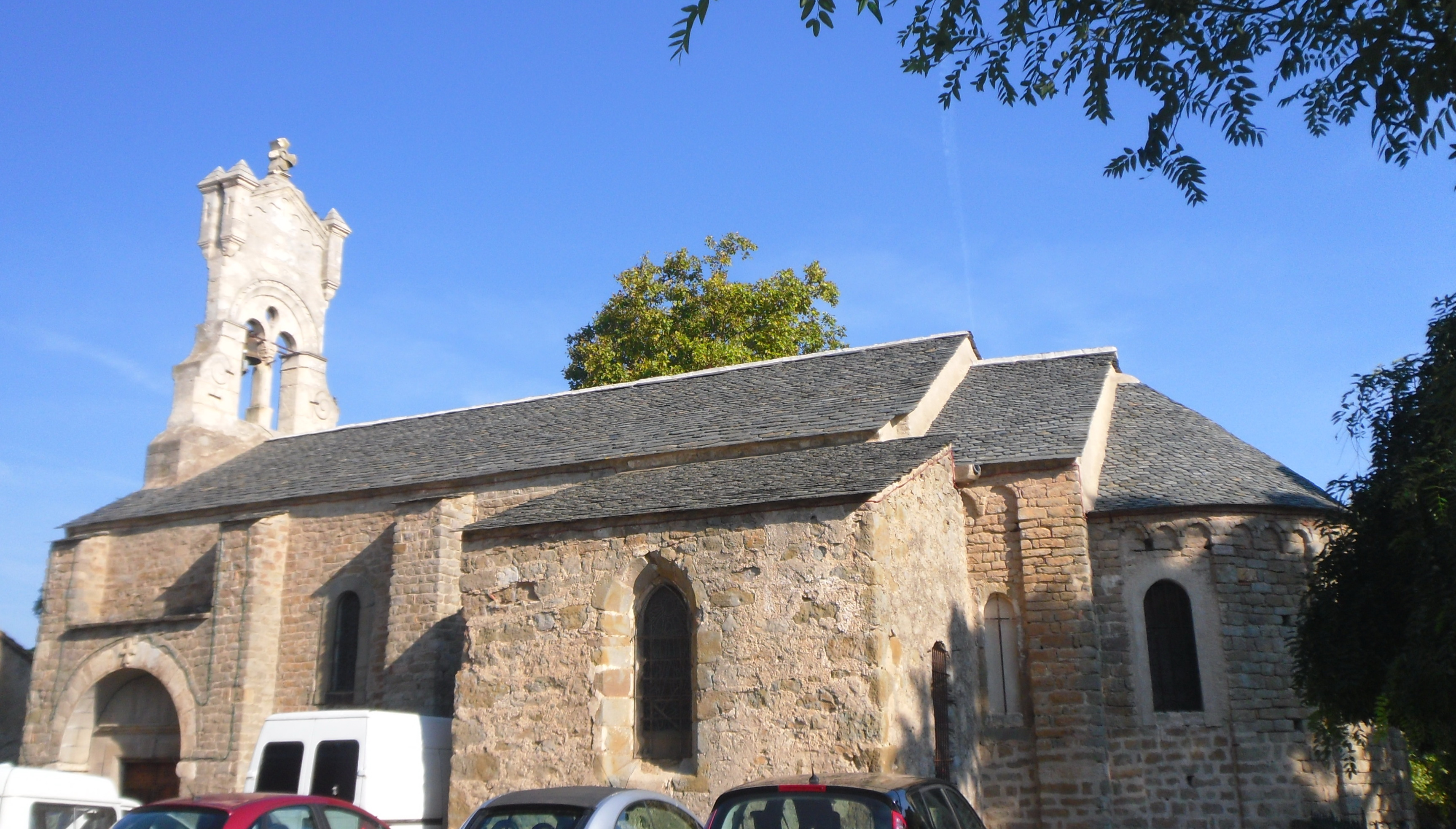
Église Saint-Cucufat.
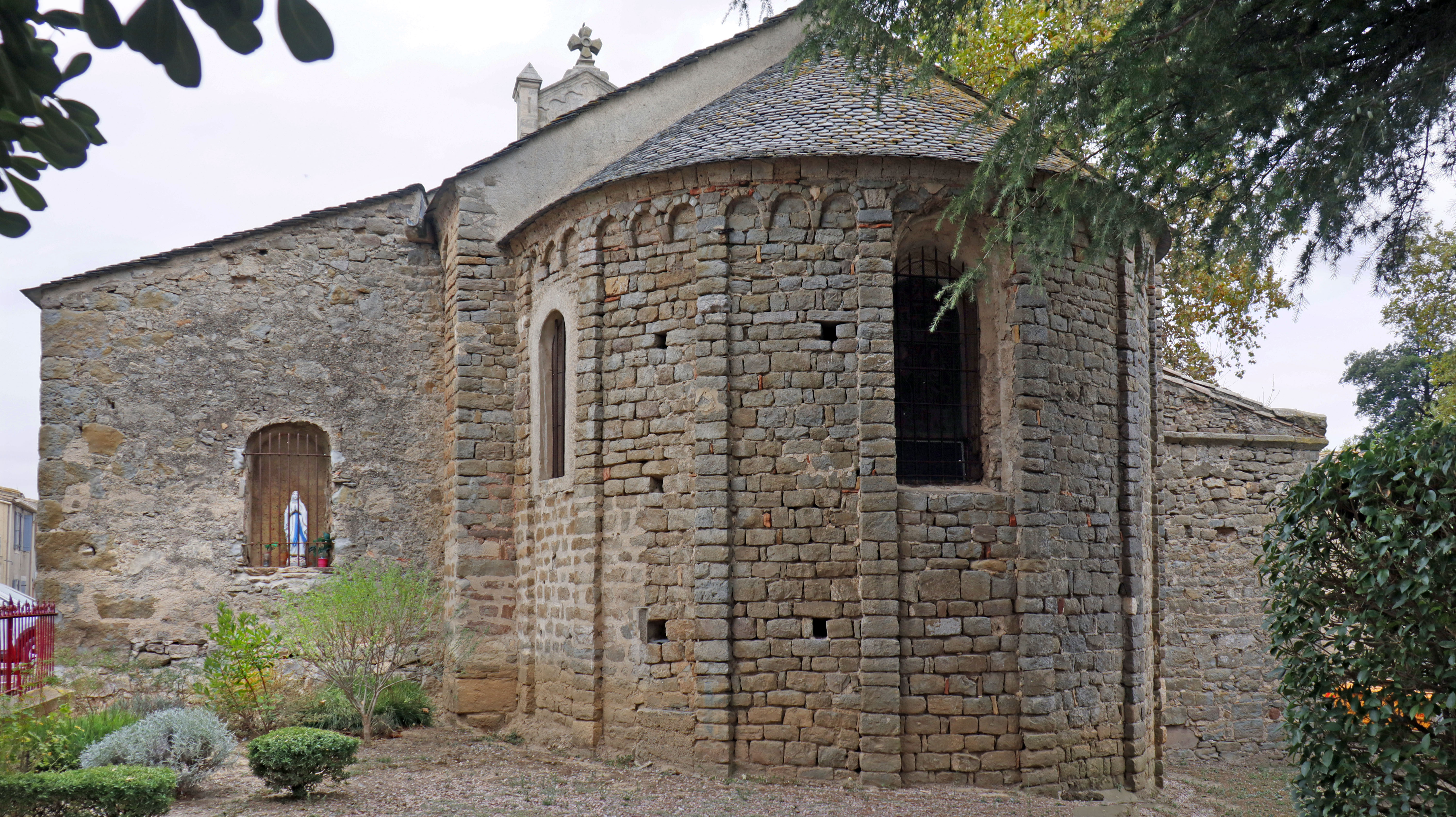
Le chevet de l'église.
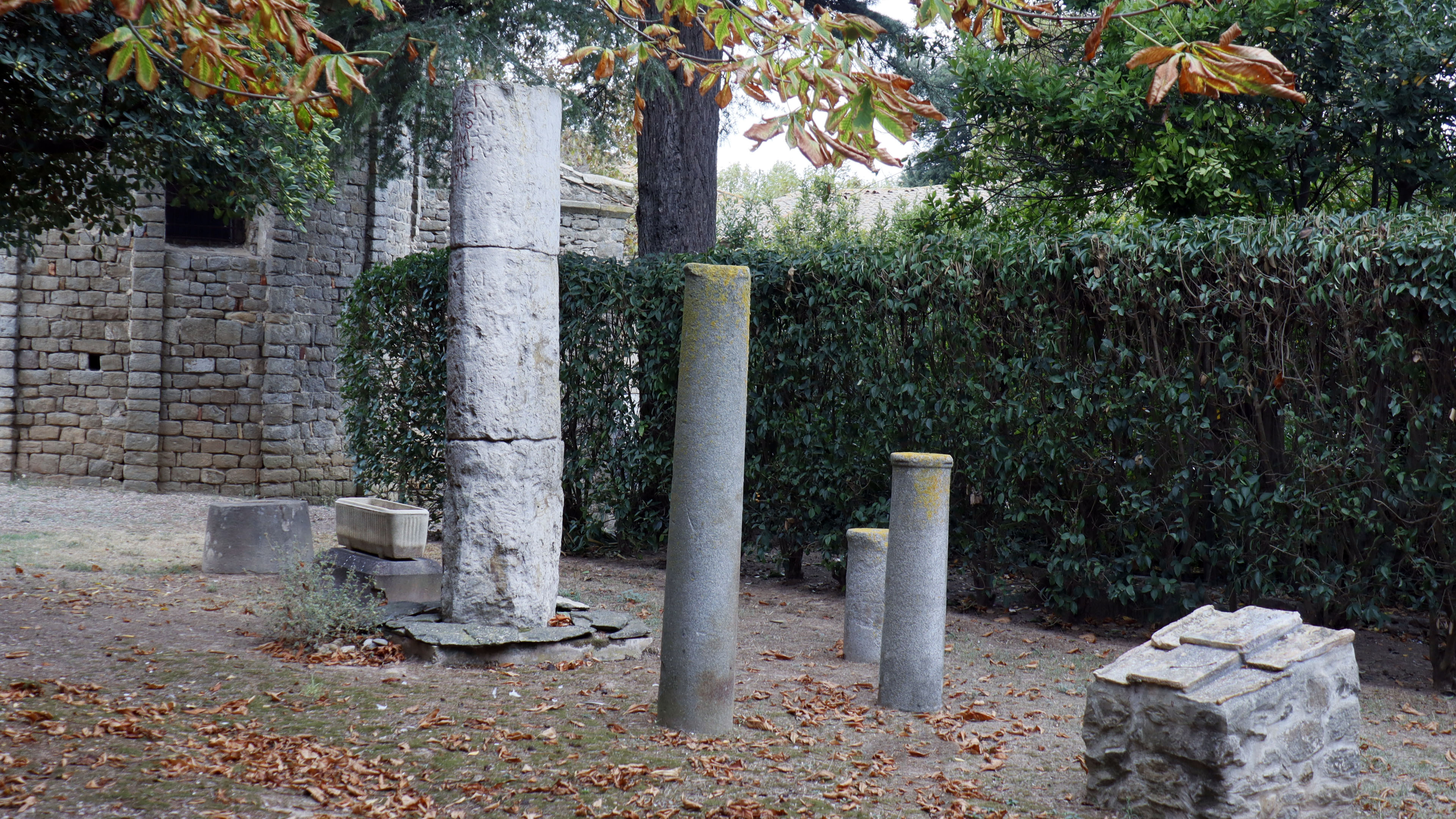
Vestiges dans le square.
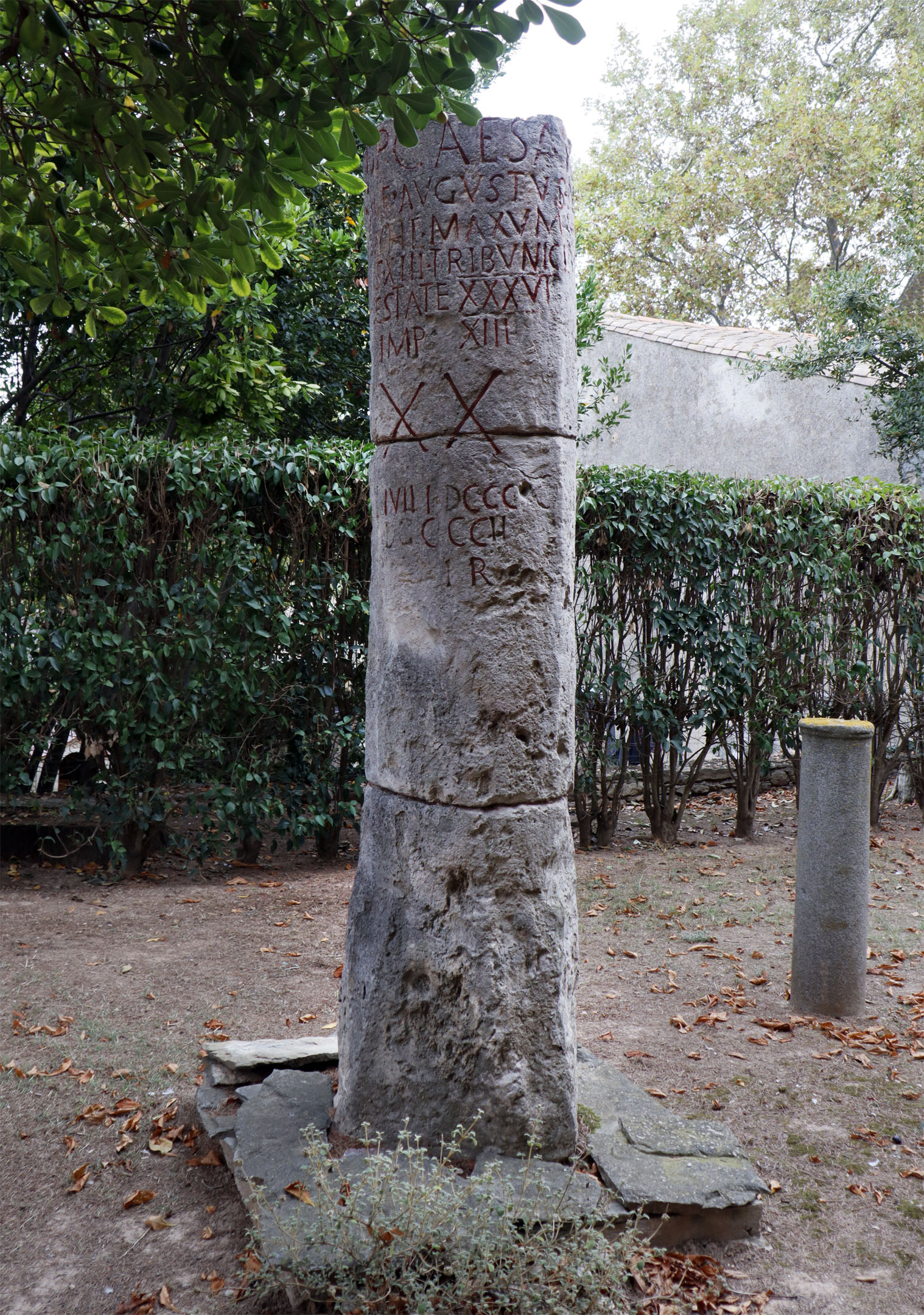
Borne milliaire.

- Église Saint-Cucufat. L'église, à l'exception du clocher-mur, a été inscrite au titre des monuments historiques en 1951[33].
- Statue de la Vierge à l'Enfant.
- Borne milliaire dans le square. Elle était implantée sur la Via Aquitania qui reliait Narbonne à Bordeaux. On y lit la distance de IVLI DCCC CXXI | (DC) CCC II, (921 milles Unités de mesure romaines) soit 1 381 km de Rome.
- Le site « archeo-rome.com » rapporte que la seconde borne trouvée à Saint Couat aurait été enlevée de l'église, où elle se trouvait encore en 1848, pour être remployée comme pontet sur le ruisseau de l'Azagal. Toutefois, ses inscriptions avaient pu être relevées par Jean-Pierre Cros-Mayrevieille.

L'église, le square et la place sont inscrits au titre des sites naturels depuis 1942.

### Héraldique
| Blason de Saint-Couat-d'Aude | Blason  | D'or à trois pals d'azur.                        |
| Blason de Saint-Couat-d'Aude | Détails | Le statut officiel du blason reste à déterminer. |

## Pour approfondir